# Listă de scriitori guineeni
Aceasta este o listă de scriitori guineeni.
- Kesso Barry (1948– )
- Saïdou Bokoum (1945– )
- Sory Camara
- Ahmed Tidjani Cissé (1942– )
- Koumanthio Zeinab Diallo (1956– )
- Boubacar Diallo
- Alioum Fantouré (1938– )
- Keïta Fodéba (1924–1969)
- Lansiné Kaba[1]
- Siré Komara (1991– )[2]
- Camara Laye (1928–1980)
- Tierno Monénembo (1947– )
- Djibril Tamsir Niane (1932– )
- Williams Sassine (1944–1997)